# Шафеєво
Шафе́єво (рос. Шафеево) — присілок у складі Юкаменського району Удмуртії, Росія.
Населення — 168 осіб (2010; 200 в 2002).
Національний склад (2002):
- татари — 52 %
- удмурти — 43 %

В присілку діють початкова школа та садочок.